# Gare de Giromagny
La gare de Giromagny est une gare ferroviaire française de la ligne de Bas-Évette à Giromagny, située sur le territoire de la commune de Giromagny, dans le département du Territoire de Belfort en Bourgogne-Franche-Comté.
Mise en service en 1883 par la Compagnie des chemins de fer de l'Est, elle est officiellement fermée au service des voyageurs en 1938.
C'est une gare de la Société nationale des chemins de fer français (SNCF) ayant uniquement une activité de fret : dépôt et chargement de matériau pour ballast. 

## Situation ferroviaire
Établie à 462 mètres d'altitude, la gare de Giromagny, terminus en impasse, est située au point kilométrique (PK) 442,909 de la ligne de Bas-Évette à Giromagny (voie unique). Cette ligne ne comprend que deux autres gares,  celle toujours ouverte de Bas-Evette, où se trouve l'embranchement avec la ligne de Paris-Est à Mulhouse-Ville, et la gare de Lachapelle-sous-Chaux, fermée.

## Histoire
Construite par l'État, la gare de Giromagny est mise en service le 30 juin 1883 par la Compagnie des chemins de fer de l'Est, lorsqu'elle ouvre au trafic la courte ligne de Bas-Évette à Giromagny dont elle est l'exploitant par la convention du 11 juin 1883, confirmée par la loi du 20 novembre de la même année.
En 1906, on procède au rallongement de la halle à marchandises suivant la décision ministérielle du 23 août 1905
En 1928, le pont tournant de 7 m, pour le retournement des locomotives à vapeur, est remplacé par un autre de 15 m, suivant la décision ministérielle du 22 juin 1925.
Au maximum de son activité la gare comporte plusieurs bâtiments : le bâtiment voyageurs, une halle à marchandises et une remise pour une locomotive avec une plaque tournante, et sept voies de service en plus de la voie unique de la ligne.

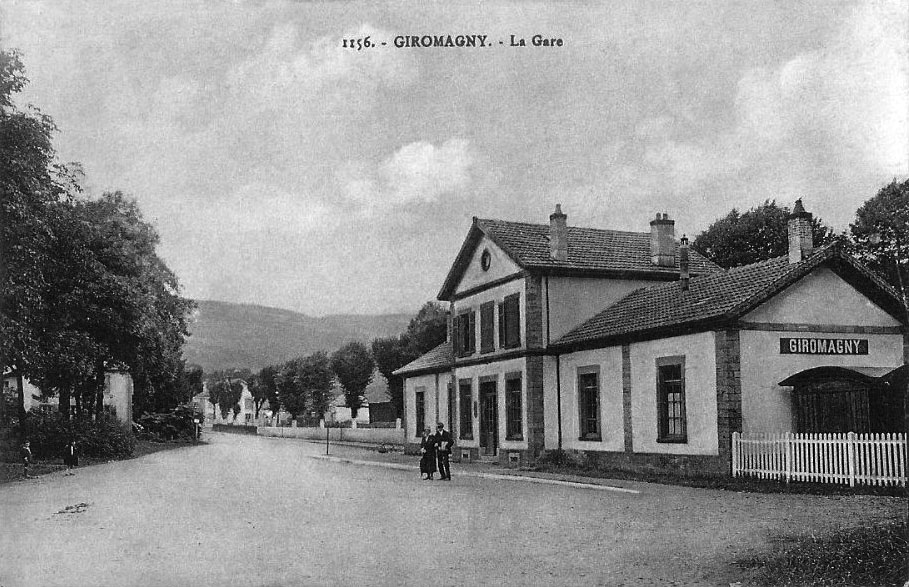
Le bâtiment voyageurs (vers 1900)
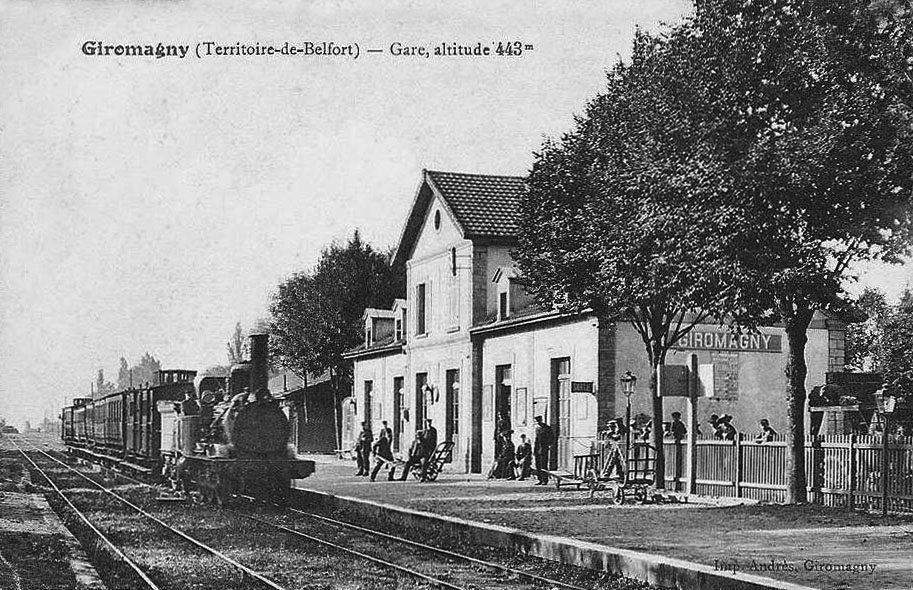
Gare et train (vers 1900).

Comme la ligne, elle est officiellement fermée au service des voyageurs le 17 octobre 1938 par la Société nationale des chemins de fer français (SNCF). Néanmoins ce service reporté sur la route est rétabli pendant l'Occupation du fait des difficultés à trouver les fournitures nécessaires, notamment pneus et carburant, à la circulation des autocars. Ce transport est assuré par des autorails Renault ABJ conduits par les chauffeurs de cars, la société de transport automobile de Belfort et environ (STABE) les ayant rapidement formés et habilités. Le retour à la route a lieu peu après la Libération.

## Service des marchandises
La gare n'a connu plus qu'une activité de fret jusqu'en 2019 : les matériaux extraits de la carrière voisine de Lepuix y étaient acheminés par camions et chargés sur des wagons. Il s'agit de cailloux destinés à constituer le ballast des voies ferrées, notamment les LGV.